# Etnias de Angola

Grupos étnicos de Angola en 1970

Pirámide de población en Angola en 2016

En Angola conviven más de 50 etnias africanas, además de una población considerable de origen portugués (unos 2 millones), unos 50.000 chinos y unos pocos miles de británicos, franceses, afrikáner, españoles (unos 15.000) y caboverdianos. Entre las etnias más importantes, destacan los ovimbundu (cuya lengua es el umbundu), que constituyen el 37% de la población angoleña, seguidos de los kimbundu (25 %), bakongo (13 %), mestizos (mezcla de europeos y nativos africanos) (2 %), europeos (1 %) y otros (22 %).
Entre los grupos minoritarios figuran los ovambo, los bolo o haka (que hablan kimbundu), los chokwe, los dhimba, los gciriku, los keikum, los herero, los holu, los hungu, los !Kung, los kuvale, los kwandu, los xun, los lali, los lingala, los lozi, los luba, los luchazi, los luimbi, los lunda, los luvale, los luyana, los lualva, los masi, los mbangala, los mbukushu, los mbunda, los mbwela, los mpinda, los ndombe, los ngandyera, los ngendelengo, los nkangala, los ngangela, los pigmeos (unos 24.000 del grupo bakwe), los sama, los simaa, los songo o nsongo, los suku, los bosquimanos vasekela, los yaka, los yauma y los yombe. Las etnias lunda, chokwe y ngangela viven al este y en partes de la RDC y Zambia. Los obavo y los herero viven al sur y en zonas de Namibia.

## Población
La población estimada de Angola en 2021 era de 34 a 35,5 millones de habitantes, con una media de edad de poco más de 16 años (en España es de 44 años), casi la mitad de la población (48 %) con menos de 14 años y un incremento anual del 3,3 %, un primer hijo a la 19-20 años y una media de 6 hijos por mujer, con una esperanza de vida de 62,2 años.
La mitad de la población vive en la meseta de Bié, entre 1500 y 1800 m, en el centro del país, en poblaciones pequeñas, mientras que, en el sur, la tradición ganadera lleva a vivir de forma dispersa, desplazándose en busca de pastos. Unos pocos nómadas !kung viven en el extremo meridional. Las guerras coloniales y civil empujaron a la población a las ciudades, hasta el 44% actual. La capital, Luanda, tiene 2,7 millones de habitantes, seguida de N'Dalatando, la antigua Villa Salazar, con 380.000 hab., Huambo, en la meseta de Bié, con 226.000 hab., los viejos rivales Lobito, con 207.000 hab. y Benguela, con 151.000 hab. Namibe, con 80.000 hab es el puerto pesquero más importante.

## Lenguas
La lengua oficial es el portugués, hablada por el 72  % de la población. Le siguen el umbundu (23 %), el kikongo (8,2 %), el kimbundu (7,8 %), el chokwe (6,5 %), el nyaneca (3,4 %), el nganguela o luchazi (3,1 %), el fiote (2,4 %), el kuanyama (2,3 %), el muhumbi (2,1 %), el luvale (1 %) y otros, un 3,6 %. 
En cuanto a la religión, el 41  % de los angoleños son católicos y el 38  %, protestantes.

## Grupos étnicos

Los cinco reinos ovimbundu en el y los reinos vecinos

- Ovimbundu (37%), unos 12 millones. También conocidos como mbundu del sur, viven en Luanda, en la región costera central de Angola y en la meseta de Bié, en el centro del país, desde donde migraron a Benguela y Lobito, y a lo largo del ferrocarril de Benguela, que atraviesa Angola de oeste a este. Practican la agricultura y la ganadería. Durante la colonización portuguesa hicieron de intermediarios entre estos y las tribus del interior como comerciantes y se especializaron en cultivos industriales. Cuando sus tierras fueron tomadas por inmigrantes europeos, formaron un grupo anticolonialista que luchó por la independencia, de hecho, eran parte importante de la UNITA. Durante la guerra civil, cuando continuaron luchando para evitar la discriminación étnica, muchas de sus ciudades fueron destruidas.[6] La mayoría fueron cristianizados en el siglo XX.

- Kimbundu (25%), más de 8 millones. A veces llamados mbundu del norte, proceden del antiguo reino de Ndongo, gobernado por un rey llamado Ngola, del que procede el nombre de Angola. Formaron parte del movimiento de liberación MPLA y son rivales de los ovimbundu en la lucha por el poder del país. Viven en el noroeste de Angola. Hablan el idioma kimbundu. Cuando se asientan en la zona, se dedican al comercio. Ya en el siglo XVI se independizaron de la dependencia del rey bakondo.

- Bakongo o kongo (13%), unos 4,5 millones. La tercera tribu más importante de Angola también es de origen bantú. Viven en el extremo noroeste, en zona fronteriza, en el bosque denso que se extiende hacia el norte, en la cuenca del río Congo. Hay más de diez millones repartidos entre Angola, los dos Congos y Gabón. Hablan el idioma kikongo.

#### Etnias menos numerosas

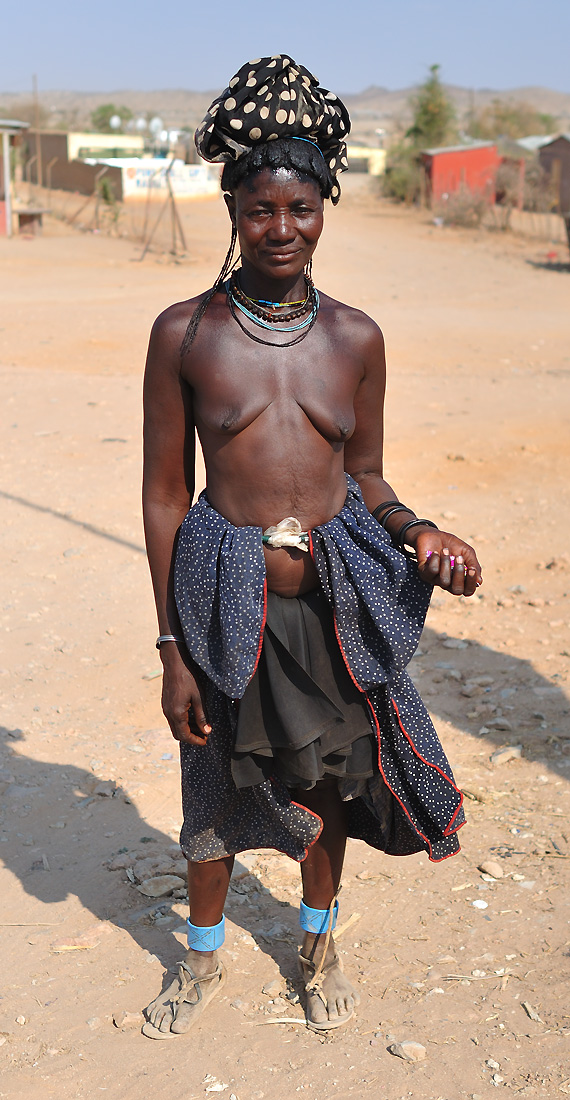
Mujer zemba

- Ambo u ovambo. Grupo etonolingüístico que vive en las sabanas semiáridas del norte de Namibia y el sur de Angola, en la provincia de Kunene, donde se conocen como ambo. Practican la agricultura (mijo y sorgo) y la ganadería, complementadas con la pesa, la caza y la recolección. Son matrilineales y practican la poligamia. Hablan el idioma ndonga.[7] Es difícil conocer su número, desde los 41.000 de Joshua Project a los 600.000 de otras fuentes, solo en Angola.
- Bolo o haka, unos 2600 hablantes del idioma bolo, relacionado con el idioma kimbundu, lengua bantú.
- Chokwe. No se sabe cuántas personas hay, en conjunto más de 1 millón entre Angola, la RDC y Zambia, pero el idioma chokwe lo hablan más de 3 millones de personas.
- Zemba o dhimba, unos 32.000. Viven en el sudeste de Angola y en Namibia. Hablan el idioma zemba. Son animistas y están relacionados con los himbas de Namibia por su modo de vivir tradicional, asentados principalmente en la región del río Cunene.[8]
- Gciriku, unos 25.000. Son un subgrupo de los kavango, bantúes, que vive en el nordeste de Namibia, en torno al río Okavango, con grupos más pequeños en Angola y Bostsuana. Hablan el idioma gciriku.
- Herero, unos 25.000 en Angola, con unos 275.000 en Namibia y unos 20.000 en Angola.
- Holu, unos 56.000. Pueblo bantú que vive sobre todo en Angola y la RDC, en torno al río Okavango. Hablan el idioma holu.
- Hungu o washungu, hungwe o fungwe, más de 800.000
- !Kung, unos 10.000. Son uno de los pueblos san que vive en el desierto de Kalahari, la mayoría en Namibia (unos 60.000), en el extremo sudeste de Angola y en Botsuana (unos 8000). A veces se conocen como !kung-Tsumkwe por la población del nordeste de Namibia que sería el centro del grupo étnico. Hablan el idioma kung. Hay otro grupo san en la misma región, los ekoka, que hablan el idioma !Kung Ekoka, y viven al oeste del río Okavango, también entre Namibia y Angola, y que serían cerca de 8000 individuos. Históricamente eran cazadores recolectores, pero desde los años 70 viven en comunidades de pastores bantúes o en granjas europeas. Son tradicionalistas.
- Khoe o xun. Es un grupo san más pequeño, de los que solo hay unos 300 en Angola y hablan el idioma khoe. Estos viven en el delta del Okavango principalmente, en número de unos 8000, pero están extendidos por el Caprivi y sur de Angola.
- Heikum o haillom, unos 23.000 según Joshua Project, o 48.000 según otras fuentes. Es un pueblo san que vive entre tres países, Namibia, Botsuana y Angola. Serían el pueblo san más numeroso de Namibia, cazadores recolectores de las sabanas del norte del país, entre las salinas de Etosha y la frontera de Angola. Hablan un dialecto del idioma khoekhoe, el dialecto ǂAakhoe.[9]
- Kuvale, unos 95.000. Hablan el idioma kuvale. Viven en el sudoeste.
- Kwandu, unos 8000. Viven en el oeste. Hablan el idioma mashi o kwandu, una lengua bantú.
- Lali o lari, más de 5000. Originarios del Congo, donde hay más de 1 millón. Son un subgrupo del pueblo kongo, bantúes diseminados por la cuenca del Congo.
- Lingala, cerca de 150.000. Hablan el idioma lingala. Viven sobre todo en el Congo, con unos diez millones de hablantes.

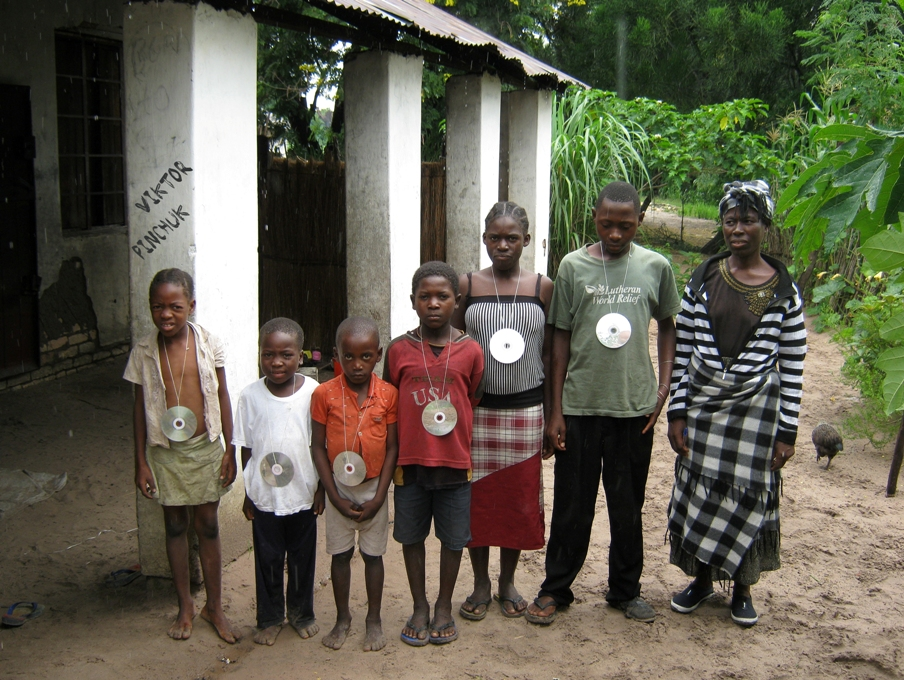
Familia lozi, en Zambia

- lozi, cerca de 9000. Forman parte de un pueblo numeroso, formado por seis grupos culturales con más de 1,3 millones de miembros que viven preferentemente en Barotselandia, en Zambia (más de 1 millón), pero también en Zimbabue, Namibia, Botsuana y Angola, en el estesudeste. Hablan el idioma lozi. Su jerarquizado sistema está encabezado por un rey. Muchos trabajan en el cinturón del cobre. En Angola son agricultores y la mayoría se han cristianizado.
- Luba o baluba, unos 76.000. Varias tribus, subgrupos o clnaes bantúes que hablan varios dialectos del idioma luba (kiLuba y chiluba). Centrados en el sudeste del Congo, donde hay cerca de 7 millones, y el nordeste de Angola tienen un rey llamado mulopwe. Muchos son artesanos. Formaron un imperio que los unificó entre los siglos XV y mediados del XIX.[10]
- Luchazi, bantúes, más de 160.000, entre el este de Angola y Zambia, en la provincia de Moxico. En Namibia hay unos 30.000 y en Zambia unos 70.000. Hablan el idioma luchazi.[11]
- Luimbi, más de 100.000. Los hablantes del idioma luimbi viven en el centro de Angola, en la cuenca del río Cuanza cerca de su confluencia con el Luandu.[12]
- Lunda, unos 365.000. En el extremo oriental. Grupo bantú originario de la RDC, donde hay unos 750.000, con otros 200.000 en Zambia. Pescadores y agricultores, cultivan maíz, mijo, sorgo, calabazas, boniatos, ñame, etc.

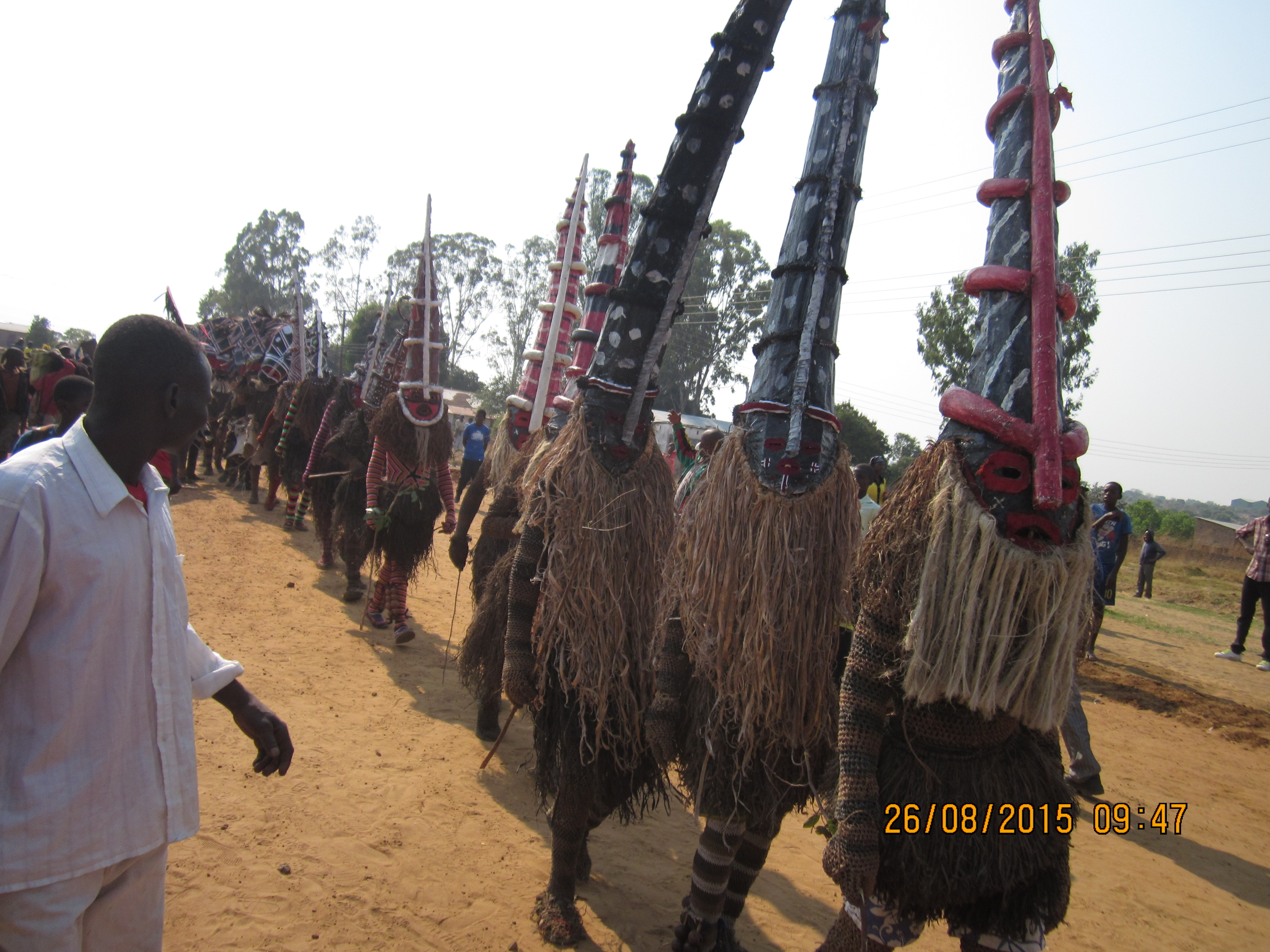
Ceremonia mize entre los luvale

- Lovale, luvale o luena en Angola, viven en el estesudeste y en Zambia, donde hay otros 500.000. Están relacionados con los lunda. hablan el idioma luvale. Fueron esclavizados por los ovimbundo para los portugueses.
- Luyana o kwangali, unos 25.000. hablan el idioma luyana. Son un subgrupo del pueblo lozi.
- Lualva, unos 25.000. Viven en el nordeste.
- Masi, unos 5000
- Mbangala o imbangala, entre 500.000 y 700.000 al este de Luanda, en la provincia de Malanje, en el centro-norte de Angola. Hablan el idioma mbangala
- Mbukushu, unos 15.000
- Mbunda, unos 300.000, hablan el idioma mbunda. Procedentes de la región del Sudán en el siglo XV, viven en la provincia de Moxico y en el sudeste, en la provincia de Cuando Cubango, además de que hay otros 150.000 en Zambia.[13] Uniendo las lenguas mbunda, luchazi, luvale y lwimbe, el misionero Emil Pearson creó la lengua nganguela, para que todos los mbunda dispersos por el país pudieran comunicarse.
- Mbwela o ambuella, más de 500.000, en el centro del país, en las provincias de Moxico y Cuando Cubango. Hablan el idioma mbwela, lengua bantú que se habla sobre todo en la provincia de Cuando Cubango
- Mpinda, más de 30.000. Hablan el idioma mpinda, cercano al kimbundu. Viven en la costa central.
- Ndombe, más de 50.000. Viven en el sur y sudeste de la provincia de Benguela. Hablan el idioma ndombe.
- Ngandyera, más de 30.000. Viven en el extremo sudeste de Angola. Hablan el idioma ngandyera, que con el ndonga, el kwambi, el kwanyama y el mbalanhu son variaciones o dialectos de las lenguas oshiwambo (u owambo), que forman parte de las lenguas bantúes.
- Ngendelengo, unos 1400. Hablan el idioma kuvalu, en el interior de la zona del umbundu, en el oesudoeste de Angola. Se considera un dialecto del herero.
- pueblo nkangala, unos 54.000. Hablan el idioma nkangala. Viven en las provincias de Moxico y Cuando Cubango, en el sudeste de Angola.
- Pigmeos, bakwa o baaka, unos 24.000. Viven sobre todo en las selvas del norte y África central.[14]
- Sama, más de 60.000
- Simaa o nyengo, unos 25.000
- Songo o nsongo, unos 226.000
- Suku, unos 38.000
- bosquimanos vasekela o maligo, unos 14.000. Hablan el idioma maligo o sekele, una variedad del continuo dialectal del idioma !Kung que se hablan en el norte de su zona.

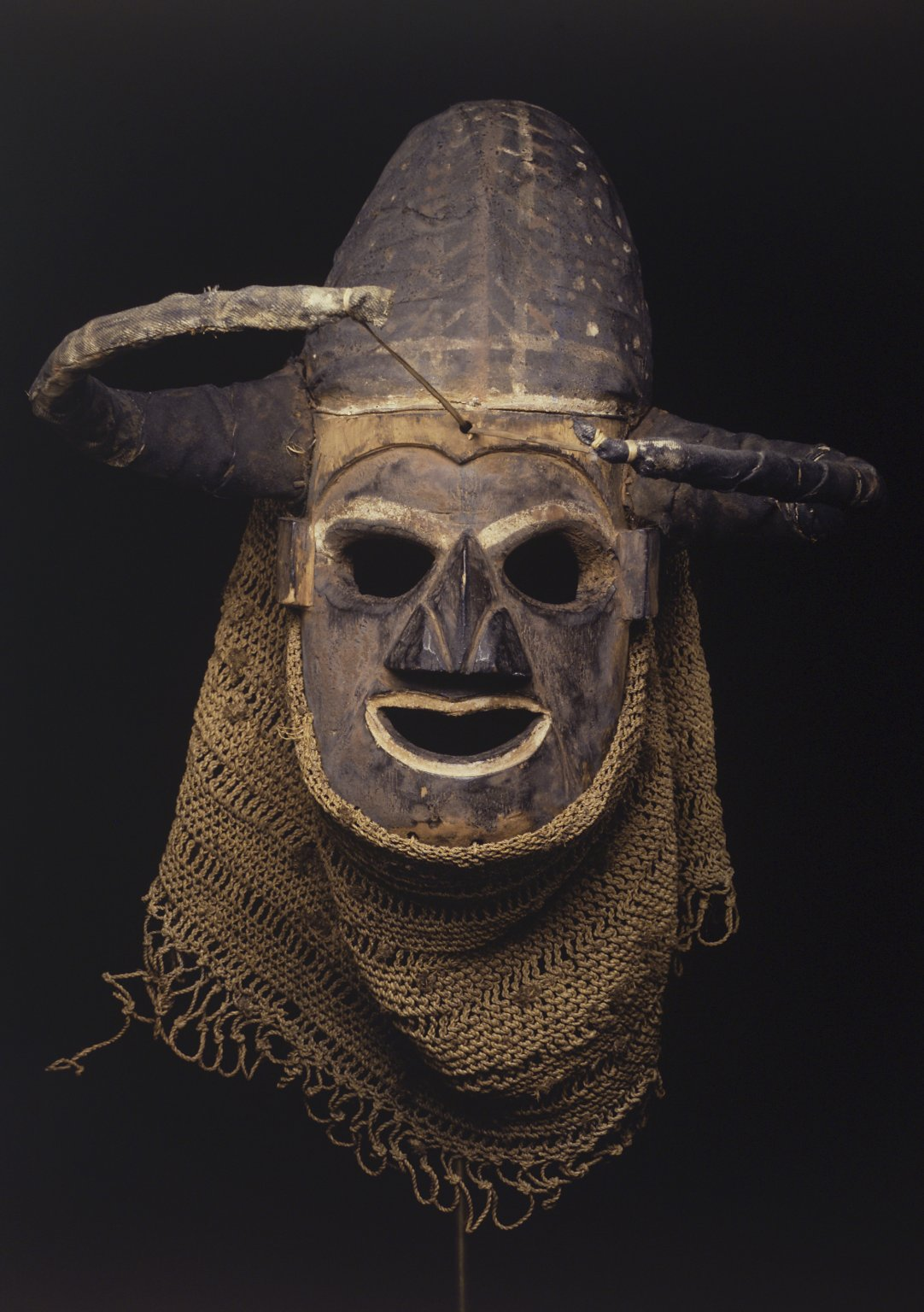
Máscara yaka en el Museo de Brooklyn

- Yaka, más de 500.000. Hay más de 1,5 millones. Viven entre la RDC y Angola, entre los ríos Kwango (Cuango en Angola) y Wamba. Este río, que recorre la provincia de Lunda Norte, se conoce en Angola como Uamba.
- Yauma, unos 43.000
- Yombe, más de 80.000